# منجم هولدونغ
منجم هولدونغ Holdong mine هو أحد أكبر مناجم المعادن (الذهب والفضة والنحاس والحديد) في كوريا الشمالية والعالم.
يقع المنجم في جنوب البلاد في إقليم شمال هوانغاي.
تقدر احتياطيات المنجم من الذهب بحوالي 63 مليون أونصة ذهبية ومن الفضة بحوالي 149 مليون أنصة من الفضة. وبه أيضا احتياطيات من الخام النحاس تقدر بـ 520 مليون طن، ومن خام الحديد بحوالي 266 مليون طن.